# Dubyaea stebbinsii
Dubyaea stebbinsii là một loài thực vật có hoa trong họ Cúc. Loài này được Ludlow mô tả khoa học đầu tiên năm 1956.